# Campeonato de Primera C 2000-01 (Argentina)
El Campeonato de Primera C 2000/01 fue la sexagésima séptima temporada de la categoría y la decimocuarta de esta división como cuarta categoría del fútbol argentino. Fue disputado entre el 5 de agosto de 2000 y el 16 de junio de 2001 por 18 equipos. 
En este torneo se incorporaron Leandro N. Alem y General Lamadrid (descendidos de la Primera B), y Sacachispas, campeón de la Primera D).
El campeón fue Ituzaingó que ganó la final del reducido, a pesar de no haber obtenido ni el torneo Clausura ni el Apertura, en la cual venció a Deportivo Laferrere, lo cual le permitió obtener el único ascenso otorgado
Los 2 descensos a Primera D correspondieron a Sacachispas y Leandro N. Alem, últimos en la tabla de promedios.

## Ascensos y descensos
| Promedio | Descendidos de la Primera C 1999-00 |
| -------- | ----------------------------------- |
| 17.°     | Defensores Unidos                   |
| 18.°     | Deportivo Paraguayo                 |

| Posición | Ascendido de la Primera D 1999-00 |
| -------- | --------------------------------- |
| Campeón  | Sacachispas                       |

| Posición | Ascendido a la Primera B 2000-01 |
| -------- | -------------------------------- |
| Campeón  | Deportivo Merlo                  |

| Promedio | Descendidos de la Primera B 1999-00 |
| -------- | ----------------------------------- |
| 17.º     | Leandro N. Alem                     |
| 18.º     | General Lamadrid                    |

## Equipos participantes
| Equipo                | Ciudad            | Estadio                    | Capacidad |
| --------------------- | ----------------- | -------------------------- | --------- |
| Argentino             | Merlo             | Argentino de Merlo         | 11.000    |
| Barracas Central      | Buenos Aires      | Barracas Central           | 4400      |
| Cañuelas              | Cañuelas          | Jorge Alfredo Arín         | 1500      |
| Comunicaciones        | Buenos Aires      | Alfredo Ramos              | 3500      |
| Deportivo Laferrere   | Laferrere         | Ciudad de Laferrere        | 10.000    |
| Deportivo Riestra     | Buenos Aires      | Guillermo Laza             | 3000      |
| Dock Sud              | Dock Sud          | De Los Inmigrantes         | 9500      |
| Excursionistas        | Buenos Aires      | Excursionistas             | 7200      |
| General Lamadrid      | Buenos Aires      | Enrique Sexto              | 3500      |
| Ituzaingó             | Ituzaingó         | Carlos Sacaan              | 3500      |
| Justo José de Urquiza | Loma Hermosa      | Ramón Roque Martín         | 2500      |
| Leandro N. Alem       | General Rodríguez | Leandro N. Alem            | 4000      |
| Liniers               | San Justo         | Juan Antonio Arias         | 3000      |
| Luján                 | Luján             | Municipal de Luján         | 2000      |
| Midland               | Libertad          | Ciudad de Libertad         | 7000      |
| Sacachispas           | Buenos Aires      | Roberto Larrosa            | 4000      |
| San Martín            | Burzaco           | Francisco Boga             | 5000      |
| Villa Dálmine         | Campana           | Coliseo de Mitre y Puccini | 12.000    |

| 1. |

### Distribución geográfica de los equipos
| Región                                   | Cant. | Equipos |
| ---------------------------------------- | ----- | --- |
| Conurbano bonaerense                     | 8     | Argentino de Merlo, Deportivo Laferrere, Dock Sud, Ituzaingó, Justo José de Urquiza, Liniers, Midland y San Martín (B) |
| Ciudad de Buenos Aires                   | 6     | Barracas Central, Comunicaciones, Deportivo Riestra, Excursionistas, General Lamadrid y Sachachispas                   |
| Interior de la provincia de Buenos Aires | 4     | Cañuelas, Leandro N. Alem, Luján y Villa Dálmine                                                                       |

## Formato

### Competición
Se disputaron dos torneos llamados Apertura y Clausura. En cada uno de ellos, los 18 equipos se enfrentaron todos contra todos. Ambos se jugaron a una sola rueda. Los partidos disputados en el Torneo Clausura representaron los desquites de los del Torneo Apertura, invirtiendo la localía. 

### Ascensos
Este torneo entregó un solo ascenso directo, por lo que el formato dispuesto fue que se dispute un Torneo reducido cuyo ganador se consagró campeón de la temporada y ascendió a la Primera B. Los ganadores de cada uno de los torneos clasificaron directamente a las semifinales del mismo, mientras que los ocho equipos mejor ubicados en la tabla de posiciones final de la temporada clasificaron a la primera ronda y se enfrentaron hasta quedar dos equipos que jugaron en las semifinales contra los equipos que ya estaban clasificados a dicha fase. Los vencedores de esta etapa pasaron a la final cuyo ganador fue el campeón.

### Descensos
El promedio se calculó con los puntos obtenidos en la fase regular de los torneos de 1998-99, 1999-00 y 2000-01. Los equipos que ocuparon los dos últimos lugares de la tabla de promedios descendieron a la Primera D.

## Torneo Apertura
| Pos | Equipo              | Pts | PJ | PG | PE | PP | GF | GC | Dif |
| --- | ------------------- | --- | -- | -- | -- | -- | -- | -- | --- |
| 1   | Cañuelas            | 35  | 17 | 10 | 5  | 2  | 31 | 15 | 16  |
| 2   | Ituzaingó           | 34  | 17 | 10 | 4  | 3  | 32 | 11 | 21  |
| 3   | Argentino de Merlo  | 28  | 17 | 7  | 7  | 3  | 15 | 10 | 5   |
| 4   | Excursionistas      | 27  | 17 | 7  | 9  | 1  | 29 | 16 | 13  |
| 5   | Villa Dálmine       | 27  | 17 | 7  | 6  | 4  | 19 | 16 | 3   |
| 6   | JJ Urquiza          | 26  | 17 | 7  | 5  | 5  | 24 | 18 | 6   |
| 7   | San Martín (B)      | 26  | 17 | 7  | 5  | 5  | 20 | 17 | 3   |
| 8   | Deportivo Laferrere | 23  | 17 | 5  | 8  | 4  | 24 | 19 | 5   |
| 9   | Dock Sud            | 22  | 17 | 4  | 10 | 3  | 16 | 15 | 1   |
| 10  | General Lamadrid    | 22  | 17 | 5  | 7  | 5  | 15 | 14 | 1   |
| 11  | Luján               | 20  | 17 | 4  | 8  | 5  | 18 | 22 | -4  |
| 12  | Sacachispas         | 19  | 17 | 5  | 4  | 8  | 16 | 26 | -10 |
| 13  | Ferrocarril Midland | 16  | 17 | 4  | 4  | 9  | 16 | 24 | -8  |
| 14  | Comunicaciones      | 16  | 17 | 4  | 4  | 9  | 12 | 21 | -9  |
| 15  | Liniers             | 15  | 17 | 3  | 6  | 8  | 16 | 25 | -9  |
| 16  | Leandro N. Alem     | 15  | 17 | 3  | 6  | 8  | 18 | 30 | -12 |
| 17  | Deportivo Riestra   | 14  | 17 | 2  | 8  | 7  | 11 | 23 | -12 |
| 18  | Barracas Central    | 11  | 17 | 1  | 8  | 8  | 9  | 21 | -12 |

|  |                              |
|  | Campeón del Torneo Apertura. |

## Torneo Clausura
| Pos | Equipo              | Pts | PJ | PG | PE | PP | GF | GC | Dif |
| --- | ------------------- | --- | -- | -- | -- | -- | -- | -- | --- |
| 1   | Excursionistas      | 33  | 17 | 9  | 6  | 2  | 39 | 27 | 12  |
| 2   | JJ Urquiza          | 31  | 17 | 8  | 7  | 2  | 29 | 19 | 10  |
| 3   | San Martín (B)      | 30  | 17 | 9  | 3  | 5  | 25 | 20 | 5   |
| 4   | General Lamadrid    | 29  | 17 | 8  | 5  | 4  | 29 | 15 | 14  |
| 5   | Liniers             | 29  | 17 | 8  | 5  | 4  | 29 | 18 | 11  |
| 6   | Argentino de Merlo  | 28  | 17 | 8  | 4  | 5  | 29 | 22 | 7   |
| 7   | Dock Sud            | 27  | 17 | 8  | 3  | 6  | 28 | 23 | 5   |
| 8   | Barracas Central    | 26  | 17 | 7  | 5  | 5  | 21 | 20 | 1   |
| 9   | Deportivo Laferrere | 25  | 17 | 6  | 7  | 4  | 27 | 19 | 8   |
| 10  | Ferrocarril Midland | 24  | 17 | 7  | 3  | 7  | 27 | 22 | 5   |
| 11  | Villa Dálmine       | 23  | 17 | 6  | 5  | 6  | 34 | 31 | 3   |
| 12  | Ituzaingó           | 21  | 17 | 4  | 9  | 4  | 20 | 25 | -5  |
| 13  | Comunicaciones      | 19  | 17 | 5  | 4  | 8  | 15 | 24 | -9  |
| 14  | Cañuelas            | 18  | 17 | 5  | 3  | 9  | 29 | 29 | 0   |
| 15  | Luján               | 18  | 17 | 4  | 6  | 7  | 26 | 26 | 0   |
| 16  | Deportivo Riestra   | 17  | 17 | 3  | 8  | 6  | 21 | 27 | -6  |
| 17  | Sacachispas         | 13  | 17 | 4  | 4  | 9  | 25 | 41 | -16 |
| 18  | Leandro N. Alem     | 1   | 17 | 0  | 1  | 16 | 13 | 58 | -45 |

|  |                              |
|  | Campeón del Torneo Clausura. |

## Tabla de posiciones general del campeonato
| Pos | Equipo              | Pts | PJ | PG | PE | PP | GF | GC | Dif |
| --- | ------------------- | --- | -- | -- | -- | -- | -- | -- | --- |
| 1   | JJ Urquiza          | 57  | 34 | 15 | 12 | 7  | 53 | 37 | 16  |
| 2   | Argentino de Merlo  | 56  | 34 | 15 | 11 | 8  | 44 | 32 | 12  |
| 3   | San Martín (B)      | 56  | 34 | 16 | 8  | 10 | 45 | 37 | 8   |
| 4   | Ituzaingó           | 55  | 34 | 14 | 13 | 7  | 52 | 36 | 16  |
| 5   | Excursionistas      | 53  | 34 | 16 | 15 | 3  | 68 | 43 | 25  |
| 6   | Cañuelas            | 53  | 34 | 15 | 8  | 11 | 60 | 44 | 16  |
| 7   | General Lamadrid    | 51  | 34 | 13 | 12 | 9  | 44 | 29 | 15  |
| 8   | Villa Dálmine       | 50  | 34 | 13 | 11 | 10 | 53 | 47 | 6   |
| 9   | Dock Sud            | 49  | 34 | 12 | 13 | 9  | 44 | 38 | 6   |
| 10  | Deportivo Laferrere | 48  | 34 | 11 | 15 | 8  | 51 | 38 | 13  |
| 11  | Liniers             | 44  | 34 | 11 | 11 | 12 | 45 | 43 | 2   |
| 12  | Ferrocarril Midland | 40  | 34 | 11 | 7  | 16 | 43 | 46 | -3  |
| 13  | Luján               | 38  | 34 | 8  | 14 | 12 | 44 | 48 | -4  |
| 14  | Barracas Central    | 37  | 34 | 8  | 13 | 13 | 30 | 41 | -11 |
| 15  | Comunicaciones      | 35  | 34 | 9  | 8  | 17 | 27 | 45 | -18 |
| 16  | Sacachispas         | 32  | 34 | 9  | 8  | 17 | 41 | 67 | -26 |
| 17  | Deportivo Riestra   | 31  | 34 | 5  | 16 | 13 | 32 | 50 | -18 |
| 18  | Leandro N. Alem     | 16  | 34 | 3  | 7  | 24 | 31 | 88 | -57 |

|  |                                                                                           |
|  | Clasificado a las semifinales por el ascenso al ser campeón de uno de los torneos cortos. |

|  |                                                              |
|  | Clasificados a la primera ronda del reducido por el ascenso. |

## Torneo Reducido
|  | Octavos de final    | Octavos de final    | Octavos de final   |   |   | Cuartos de final         | Cuartos de final         | Cuartos de final         |  |  | Semifinales              | Semifinales              | Semifinales              |  |  | Final                     | Final                     | Final                     |
|  | 5 de mayo           | 5 de mayo           | 5 de mayo          |   |   | 12 de mayo al 20 de mayo | 12 de mayo al 20 de mayo | 12 de mayo al 20 de mayo |  |  | 26 de mayo al 2 de junio | 26 de mayo al 2 de junio | 26 de mayo al 2 de junio |  |  | 9 de junio al 16 de junio | 9 de junio al 16 de junio | 9 de junio al 16 de junio |
|  |                     |                     |                    |   |   |                          |                          |                          |  |  |                          |                          |                          |  |  |                           |                           |                           |
|  |                     |                     |                    |   |   |                          |                          |                          |  |  |                          |                          |                          |  |  |                           |                           |                           |
|  |                     |                     |                    |   |   |                          |                          |                          |  |  |                          |                          |                          |  |  |                           |                           |                           |
|  | Cañuelas            |                     |                    |   |   |                          |                          |                          |  |  |                          |                          |                          |  |  |                           |                           |                           |
|  |                     |                     |                    |   |   |                          |                          |                          |  |  |                          |                          |                          |  |  |                           |                           |                           |
|  |                     |                     |                    |   |   |                          |                          |                          |  |  |                          |                          |                          |  |  |                           |                           |                           |
|  | Cañuelas            |                     |                    |   |   |                          |                          |                          |  |  |                          |                          |                          |  |  |                           |                           |                           |
|  |                     |                     |                    |   |   |                          |                          |                          |  |  |                          |                          |                          |  |  |                           |                           |                           |
|  |                     |                     |                    |   |   |                          |                          |                          |  |  |                          |                          |                          |  |  |                           |                           |                           |
|  |                     |                     |                    |   |   |                          |                          |                          |  |  |                          |                          |                          |  |  |                           |                           |                           |
|  |                     |                     |                    |   |   |                          |                          |                          |  |  |                          |                          |                          |  |  |                           |                           |                           |
|  |                     |                     |                    |   |   |                          |                          |                          |  |  |                          |                          |                          |  |  |                           |                           |                           |
|  | Cañuelas            | 1                   | 1                  |   |   |                          |                          |                          |  |  |                          |                          |                          |  |  |                           |                           |                           |
|  | Cañuelas            | 1                   | 1                  |   |   |                          |                          |                          |  |  |                          |                          |                          |  |  |                           |                           |                           |
|  |                     | Ituzaingó           | 4                  | 1 |   |                          |                          |                          |  |  |                          |                          |                          |  |  |                           |                           |                           |
|  | Ituzaingó           | Ituzaingó           | 4                  | 1 | 1 |                          |                          |                          |  |  |                          |                          |                          |  |  |                           |                           |                           |
|  | Ituzaingó           |                     |                    |   | 1 |                          |                          |                          |  |  |                          |                          |                          |  |  |                           |                           |                           |
|  | General Lamadrid    | 0                   |                    |   |   |                          |                          |                          |  |  |                          |                          |                          |  |  |                           |                           |                           |
|  | General Lamadrid    | 0                   | Ituzaingó          | 1 | 4 |                          |                          |                          |  |  |                          |                          |                          |  |  |                           |                           |                           |
|  |                     |                     |                    |   | 4 |                          |                          |                          |  |  |                          |                          |                          |  |  |                           |                           |                           |
|  |                     | Villa Dálmine       | 0                  | 2 |   |                          |                          |                          |  |  |                          |                          |                          |  |  |                           |                           |                           |
|  | San Martín (B)      | Villa Dálmine       | 0                  | 2 | 0 | '                        |                          |                          |  |  |                          |                          |                          |  |  |                           |                           |                           |
|  | San Martín (B)      |                     |                    |   | 0 | '                        |                          |                          |  |  |                          |                          |                          |  |  |                           |                           |                           |
|  | Villa Dálmine       | 1                   |                    |   |   |                          |                          |                          |  |  |                          |                          |                          |  |  |                           |                           |                           |
|  | Villa Dálmine       | 1                   | Ituzaingó          | 1 | 3 |                          |                          |                          |  |  |                          |                          |                          |  |  |                           |                           |                           |
|  |                     |                     |                    |   | 3 |                          |                          |                          |  |  |                          |                          |                          |  |  |                           |                           |                           |
|  |                     | Deportivo Laferrere | 2                  | 0 |   |                          |                          |                          |  |  |                          |                          |                          |  |  |                           |                           |                           |
|  | Excursionistas      | Deportivo Laferrere | 2                  | 0 |   |                          |                          |                          |  |  |                          |                          |                          |  |  |                           |                           |                           |
|  |                     |                     |                    |   |   |                          |                          |                          |  |  |                          |                          |                          |  |  |                           |                           |                           |
|  |                     |                     |                    |   |   |                          |                          |                          |  |  |                          |                          |                          |  |  |                           |                           |                           |
|  | Excursionistas      |                     |                    |   |   |                          |                          |                          |  |  |                          |                          |                          |  |  |                           |                           |                           |
|  |                     |                     |                    |   |   |                          |                          |                          |  |  |                          |                          |                          |  |  |                           |                           |                           |
|  |                     |                     |                    |   |   |                          |                          |                          |  |  |                          |                          |                          |  |  |                           |                           |                           |
|  |                     |                     |                    |   |   |                          |                          |                          |  |  |                          |                          |                          |  |  |                           |                           |                           |
|  |                     |                     |                    |   |   |                          |                          |                          |  |  |                          |                          |                          |  |  |                           |                           |                           |
|  |                     |                     |                    |   |   |                          |                          |                          |  |  |                          |                          |                          |  |  |                           |                           |                           |
|  | Excursionistas      | 0                   | 3                  |   |   |                          |                          |                          |  |  |                          |                          |                          |  |  |                           |                           |                           |
|  | Excursionistas      | 0                   | 3                  |   |   |                          |                          |                          |  |  |                          |                          |                          |  |  |                           |                           |                           |
|  |                     | Deportivo Laferrere | 2                  | 2 |   |                          |                          |                          |  |  |                          |                          |                          |  |  |                           |                           |                           |
|  | Argentino de Merlo* | Deportivo Laferrere | 2                  | 2 | 1 |                          |                          |                          |  |  |                          |                          |                          |  |  |                           |                           |                           |
|  | Argentino de Merlo* |                     |                    |   | 1 |                          |                          |                          |  |  |                          |                          |                          |  |  |                           |                           |                           |
|  | Dock Sud            | 1                   |                    |   |   |                          |                          |                          |  |  |                          |                          |                          |  |  |                           |                           |                           |
|  | Dock Sud            | 1                   | Argentino de Merlo | 0 | 1 |                          |                          |                          |  |  |                          |                          |                          |  |  |                           |                           |                           |
|  |                     |                     |                    |   | 1 |                          |                          |                          |  |  |                          |                          |                          |  |  |                           |                           |                           |
|  |                     | Deportivo Laferrere | 4                  | 0 |   |                          |                          |                          |  |  |                          |                          |                          |  |  |                           |                           |                           |
|  | JJ Urquiza          | Deportivo Laferrere | 4                  | 0 | 1 |                          |                          |                          |  |  |                          |                          |                          |  |  |                           |                           |                           |
|  | JJ Urquiza          |                     |                    |   | 1 |                          |                          |                          |  |  |                          |                          |                          |  |  |                           |                           |                           |
|  | Deportivo Laferrere | 2                   |                    |   |   |                          |                          |                          |  |  |                          |                          |                          |  |  |                           |                           |                           |

El equipo situado arriba es local en el partido de vuelta y tiene ventaja deportiva.
(*) Clasificado por ventaja deportiva.
Ituzaingó salió campeón y ascendió a la Primera B

## Tabla de descenso
| Pos | Equipo              | 1998/99 | 1999/00 | 2000/01 | Pts | PJ  | Promedio |
| --- | ------------------- | ------- | ------- | ------- | --- | --- | -------- |
| 1º  | Dock Sud            | --      | 67      | 49      | 116 | 68  | 1,706    |
| 2º  | Ituzaingó           | 52      | 63      | 54      | 169 | 102 | 1,657    |
| 3º  | Argentino de Merlo  | --      | 55      | 56      | 111 | 68  | 1,632    |
| 4º  | Villa Dálmine       | 61      | 54      | 50      | 165 | 102 | 1,618    |
| 5º  | Excursionistas      | 54      | 43      | 60      | 157 | 102 | 1,539    |
| 6º  | General Lamadrid    | --      | --      | 51      | 51  | 34  | 1,500    |
| 7º  | San Martín (B)      | 51      | 34      | 56      | 141 | 102 | 1,382    |
| 8º  | Comunicaciones      | 50      | 56      | 35      | 141 | 102 | 1,382    |
| 9º  | JJ Urquiza          | 41      | 41      | 57      | 139 | 102 | 1,363    |
| 10º | Deportivo Laferrere | --      | 42      | 48      | 90  | 68  | 1,323    |
| 11º | Cañuelas            | 49      | 32      | 53      | 134 | 102 | 1,314    |
| 12º | Luján               | 50      | 36      | 38      | 124 | 102 | 1,216    |
| 13º | Barracas Central    | 39      | 45      | 37      | 121 | 102 | 1,186    |
| 14º | Ferrocarril Midland | --      | 39      | 40      | 79  | 68  | 1,162    |
| 15º | Liniers             | 32      | 38      | 44      | 114 | 102 | 1,118    |
| 16º | Deportivo Riestra   | 39      | 37      | 31      | 107 | 102 | 1,049    |
| 17º | Sacachispas         | --      | --      | 32      | 32  | 34  | 0,941    |
| 18º | Leandro N. Alem     | --      | --      | 16      | 16  | 34  | 0,470    |

|  | Descendió a la Primera D. |